# Chris Czerapowicz
Christopher „Chris” Czerapowicz (ur. 15 września 1991 w Göteborgu) – szwedzki koszykarz, występujący na pozycjach rzucającego obrońcy oraz niskiego skrzydłowego, posiadający także amerykańskie obywatelstwo, od 2024 zawodnik Tauron GTK Gliwice.
18 lipca 2016 został zawodnikiem Miasta Szkła Krosno. 20 lutego 2017 podpisał umowę z hiszpańskim MoraBanc Andorra. W sierpniu 2017 podpisał umowę z białoruskim zespołem Cmoki Mińsk.
Pochodzi ze sportowej rodziny. Jego ojciec grał w koszykówkę na uczelniach w Maine i Springfield. Wuj John grał w futbol amerykański na uczelni UMass, natomiast dziadek na Boston University. Jego młodszy brat David jest także zawodowym koszykarzem.
8 marca 2024 dołączył do Tauron GTK Gliwice.

## Osiągnięcia
Stan na 11 marca 2024, na podstawie, o ile nie zaznaczono inaczej.

### NCAA
- Uczestnik turnieju NCAA (2012, 2013)
- Mistrz:
  - turnieju konferencji Southern (SoCon – 2012, 2013)
  - sezonu regularnego SoCon (2012–2014)

### Drużynowe
- Mistrz:
  - Szwecji (2015, 2016)
  - Białorusi (2018)
  - II ligi hiszpańskiej LEB Oro (2023)
- Zdobywca Pucharu Białorusi (2018)
- Finalista pucharu:
  - Rosji (2019)
  - II ligi hiszpańskiej (2023)
- Uczestnik rozgrywek:
  - EuroChallenge (2015)
  - FIBA Europe Cup (2016)

### Indywidualne
- MVP miesiąca PLK (styczeń 2017)[7]
- Lider PLK w skuteczności za 3 punkty (2017)[8]

### Reprezentacja
- Mistrz Europy U–18 Dywizji B (2009)
- Uczestnik:
  - mistrzostw Europy:
    - dywizji B U–16 (2007)
    - dywizji B U–18 (2008 – 6. m., 2009)
    - dywizji B U–20 (2010)
    - U–20 (2011 – 9. m.)

  - Uniwersjady (2013 – 17. m.)